# Guide des archives départementales
 (août 2014).
Si vous disposez d'ouvrages ou d'articles de référence ou si vous connaissez des sites web de qualité traitant du thème abordé ici, merci de compléter l'article en donnant les références utiles à sa vérifiabilité et en les liant à la section « Notes et références ».

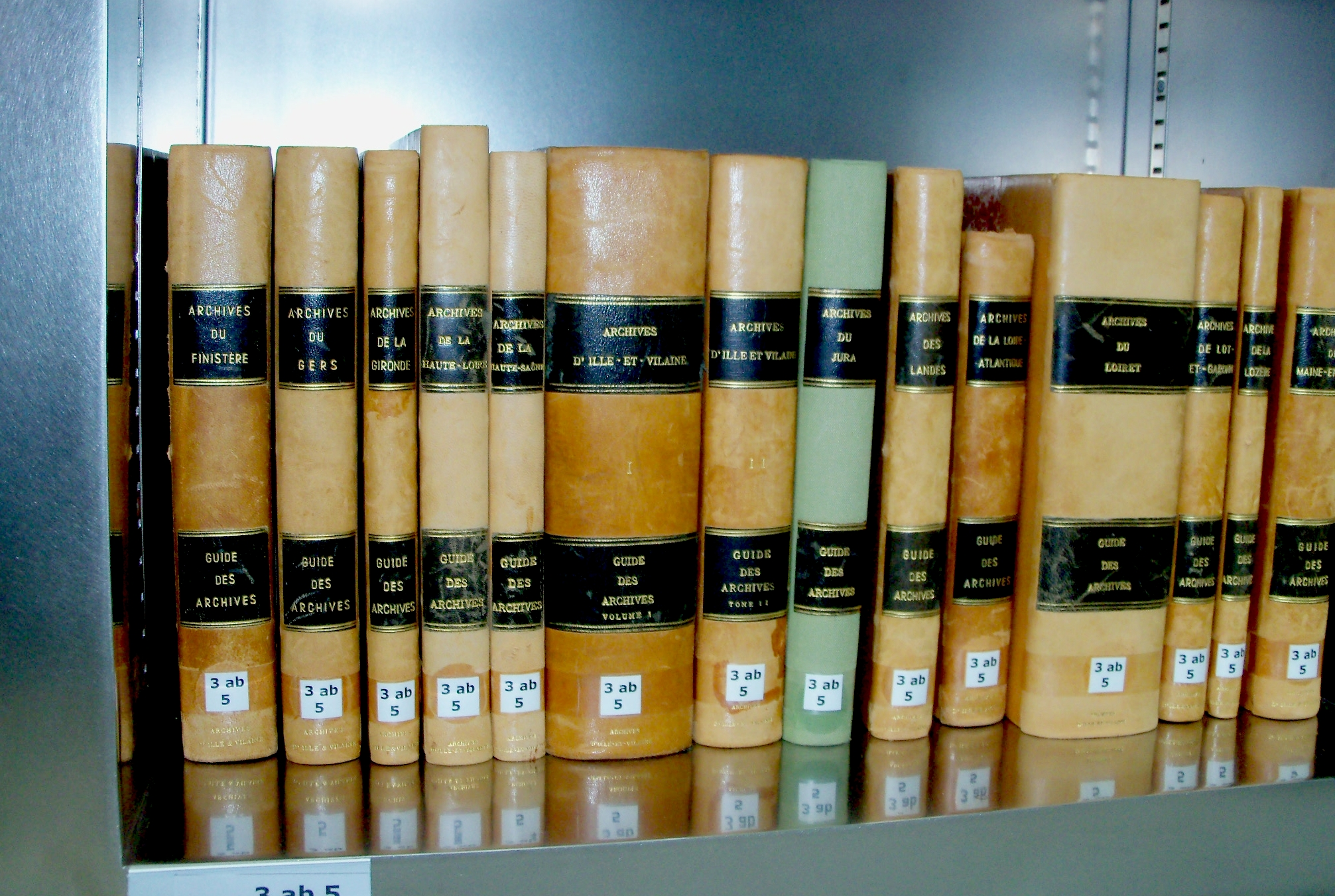
Quelques guides de la salle de lecture des archives départementales d'Ille-et-Vilaine.

Un guide des archives départementales est un livre publié en France dans la seconde moitié du XXe siècle par un service d'archives départementales d'un département français pour présenter ce service au public, principalement les fonds d'archives dont il a la responsabilité. Il s'intitule par exemple « Guide des archives départementales de l'Ain » ou « Guide des archives du Tarn ».
Comme son nom l'indique, chaque guide est conçu comme premier outil d'orientation du lecteur qui n'est pas familier du service, souvent avant même qu'il s'y rende ou s'adresse à lui : le personnel en communication avec le public prendra plus aisément le relais dans cette orientation si le lecteur a une connaissance minimale des conditions et possibilités du service.
Bien que destiné à un public indifférencié, il reste un ouvrage spécialisé proche des publications officielles, ce qui conduit à des tirages limités sans appel à une maison d'édition. En principe, il fait partie du fonds des centres de documentation du secteur et chaque service possède les guides des autres départements. Tant que l'édition n'est pas épuisée, il présente son propre guide à l'achat avec d'autres instruments de recherche imprimés dont il est à l'origine. L'auteur - selon la couverture de l'ouvrage - est généralement le directeur des Archives (Directeur des Services d'Archives depuis les années 1990), mais certains sont signés de deux personnes ou plus et mieux celui du Maine-et-Loire est signé en 1978 par la formule « par le Personnel des Archives Départementales ».
Par la croissance continue des fonds et de leurs instruments de recherche, les guides d'archives sont rapidement frappés d'obsolescence au point de faire renoncer à toute production d'éditions nouvelles. Aussi à la fin du XXe siècle, la mise en ligne internet de présentations plus ou moins détaillées des fonds a pris le relais des ouvrages imprimés traditionnels.

## Le cadre de classement comme trame
Un guide des Archives départementales est principalement constitué de chapitres présentant synthétiquement chacune des différentes séries - anciennes et modernes - telles que définies par le cadre de classement en vigueur (un chapitre par série) ; série de chapitres précédée et suivie par quelques chapitres de présentation générale, tels que l'histoire du service ou de présentation de certains services tel qu'un service éducatif. Si beaucoup de départements - environ la moitié - sont dépourvus de tels guides, l'importance du volume varie fortement d'un département à l'autre, en partie en raison du volume des archives elles-mêmes  : (par exemple, si le guide des Alpes-Maritimes de 1974 ne consacre qu'une demi-page à la série U, d'autres approchent la dizaine de pages). 
Chaque chapitre du guide donne les clés de la composition des fonds de la série à laquelle il est consacré. Dans le peu d'espace disponible puisqu'il y a au moins une série par lettre de l'alphabet et donc autant de chapitres, cela revient à préciser l'origine des fonds et à en donner seulement le plan d'ensemble, et cela d'autant plus que le fonds est quantitativement important. Ceci est donc souvent complété par quelques mots sur son importance et le métrage linéaire est souvent précisé pour l'ensemble de la série ou pour chaque fond qu'elle comprend. Par exemple, le chapitre du guide de la Gironde de 1973 traitant de la série U (Justice 1800-1940) commence ainsi : 
- (2000 mètres linéaires, non classés.)
- (Répertoires : voir ci-dessus, p. 71, n° 66.)
- Origine des fonds : Préfecture, tribunaux divers.

Dans sa présentation, plus ou moins explicitement, le rédacteur se préoccupe de la concordance entre ce qui devrait s'y trouver selon le cadre de classement de 1965 - qualitativement et quantitativement- et ce qui s'y trouve effectivement compte tenu de l'histoire locale et des événements qui ont affecté ces archives depuis leur création - tant avant versement aux Archives que depuis ce versement, tris compris - Par exemple certains bombardements ont causé des destructions massives de documents dans les institutions qui les possédaient et d'autres dans les dépôts d'archives eux-mêmes. 
Ensuite, le cœur de chaque chapitre se développe en suivant le calque fourni par la subdivision des fonds et détaille autant que possible - souvent sommairement - les sous-séries par quelques indications sur l'origine et type de document et la période concernée. Avec ces données, le chercheur peut faire une première vérification de l'adéquation de son objet de recherche et des documents communicables et éventuellement non communicables : si sa conclusion est positive, il note au moins le nom de la sous-série qui l'intéresse avec une éventuelle information précisant la nature et situation du répertoire de cette sous-série, indispensable répertoire qui a parfois été édité mais qui plus souvent sera présent sous forme de classeur(s) (voire de poste informatique) dans la salle de lecture ou à proximité. D'un guide à l'autre, en raison du cadre de classement national, ancien à ce niveau, les séries sont désignées très habituellement par la même lettre, tandis que les nombres qui sont affectés à chacune de leurs sous-séries présentent des variations plus ou moins importantes et qui peuvent être causes d'erreur en cas de transpositions simples, par exemple dans la série E, l'état civil sera ordinairement l'objet de la sous-série 3 E, mais aussi parfois « 4 E » ailleurs affecté par exemple aux actes notariés.
Enfin, chaque chapitre recense les principaux guides (!) complémentaires, c'est-à-dire les répertoires détaillés (en termes d'archiviste, les répertoires numériques) qui fournissent les cotes requises pour la communication des documents. Ces instruments de recherche, essentiels pour les chercheurs, sont souvent récapitulés en chapitres annexes, mais de nouveaux sont créés en permanence par le personnel et n'y sont pas cités. Son travail d'exploration peut être également assisté par quelques éléments bibliographiques.
La présentation de la série est parfois prolongée par des pistes de recherche en rapport avec ces fonds dans d'autres dépôts d'archives, comme les Archives communales, si une part du volume n'est pas par ailleurs entièrement consacrée à ces inventaires.

## Contenus et compléments variables
Selon l'administration à laquelle se rattache le service, selon les époques, une brève préface est signée d'une personnalité politique, présidents de conseils généraux essentiellement. 
Quelques guides consacrent des chapitres aux Archives communales du département ainsi qu'aux Archives hospitalières. Quelques-uns également comportent des pages de conseils spécifiques à différentes recherches, par exemple en histoire locale ou généalogie. Par contre, très rares sont les guides comportant au moins un index.
En matière d'illustrations, en fonction des capacités d'impression de l'époque et du budget, les guides reproduisent souvent des documents apparaissant comme les plus remarquables ou représentatifs dans ce département. Certains guides sont également illustrés de vues du bâtiment extérieures ou intérieures, ou encore de portraits d'anciens archivistes et directeurs du dépôt (conservateurs). Quelques cartes de géographie historique sont parfois incluses, et particularité, le guide du Loiret se termine par une annexe de quatorze cartes.

## Principaux guides par décennie
| Bouches du Rhone | Raoul Busquet | 1937 | 186 p. (Série A à F) |

(autre tome en 1970 série G et H.)

### Années 1950
| Charente-Maritime | Marcel Delafosse           | 1958 | 44 p. |
| Corse             | Paul Aimès, Pierre Lamotte | 1954 | 68 p. |

### Années 1960
| Aube             | Gildas Bernard        | 1967 | 228 p. |
| Doubs            | Jean Courtieu         | 1967 | 398 p. |
| Ille-et-Vilaine  | Henri François Buffet | 1965 | 160 p. |
| Loire-Atlantique | Henri de Berranger    | 1962 | 186 p. |
| Vendée           | Jean Gourhand         | 1960 | 86 p.  |

### Années 1970
| Ain                     | Paul Cattin                         | 1979 | 222 p.               |
| Aisne                   | Georges Dumas                       | 1971 | 286 p.               |
| Alpes-Maritimes         | Ernest Hildesheimer                 | 1974 | 168 p.               |
| Alpes-de-Haute-Provence | Raymond Collier                     | 1974 | 192 p.               |
| Ardennes                | Hubert Collin                       | 1974 | 482 p.               |
| Aude                    | Robert Debant                       | 1976 | 318 p. (série A à I) |
| Cantal                  | Léonce Bouyssou                     | 1975 | 249 p.               |
| Calvados                | Gildas Bernard                      | 1978 | 412 p.               |
| Creuse                  | Henri Hemmer                        | 1972 | 164 p.               |
| Dordogne                | Noël Becquart                       | 1970 | 120 p.               |
| Finistère               | Jacques Charpy                      | 1973 | 516 p.               |
| Gers                    | H. Polge                            | 1975 | 384 p.               |
| Gironde                 | A. Betgé-Brezetz                    | 1973 | 202 p.               |
| Landes                  | Michel Maréchal                     | 1979 | 378 p.               |
| Lot                     | René Prat                           | 1971 | 86 p.                |
| Lot-et-Garonne          | Jean Burias                         | 1972 | 272 p.               |
| Lozère                  | Michel Chabin, Hélène Latour        | 1979 | 152 p.               |
| Maine-et-Loire          | (le personnel)                      | 1978 | 440 p.               |
| Martinique              | Liliane Chauleau                    | 1978 | 68 p.                |
| Meuse                   | Bernard Lemée                       | 1977 | 105 p.               |
| Moselle                 | Jean Colnat                         | 1971 | 222 p.               |
| Haute-Savoie            | Jean Yves Mariotte, Robert Gabion   | 1976 | 508 p.               |
| Savoie                  | André Perret                        | 1979 | 670 p.               |
| Tarn                    | Maurice Greslé-Bouignol             | 1978 | 494 p.               |
| Tarn-et-Garonne         | Mathieu Méras                       | 1972 | 66 p.                |
| Var                     | Jean-Jacques Letrait, Robert Allain | 1979 | 300 p.               |
| Réunion                 | André Scherer                       | 1974 | 84 p.                |

### Années 1980
| Ariège              | Claudine Pailhès                           | 1989 | 600 p.                |
| Charente            | Francine Ducluzeau                         | 1983 | 186 p.                |
| Côte-d'Or           | Jean Rigault                               | 1984 | 416 p.                |
| Eure                | Claude Lannette                            | 1982 | 556 p.                |
| Eure-et-Loir        | Jacques Lacour                             | 1983 | 224 p.                |
| Haute-Loire         | Yves Soulingeas                            | 1983 | 282 p.                |
| Haute-Saône         | Denis Grisel                               | 1984 | 260 p.                |
| Loiret              | Ouvrage en collaboration                   | 1982 | 1000 p.               |
| Haute-Marne         | Anne-Marie Couvret                         | 1980 | 192 p.                |
| Marne               | Ouvrage en collaboration                   | 1987 | 666 p.                |
| Meurthe-et-Moselle  | Hubert Collin                              | 1984 | 322 p. (Séries A à Q) |
| Pyrénées-Orientales | Philippe Rosset, Sylvie Caucanas           | 1984 | 268 p.                |
| Sarthe              | Gérard Naud                                | 1983 | 424 p.                |
| Vaucluse            | Michel Hayez, Claude-France Rochat-Hollard | 1985 | 520 p.                |

Guides auxquels s'ajoute le guide présentant selon le même principe les archives de l'Île-de-France publié en 1989 : Les Archives de l'Ile-de-France.

### Années 1990
| Allier              | Michel Maréchal      | 1991 | 510 p.   |
| Hautes-Alpes        | Pierre-Yves Playoust | 1992 | 580 p.   |
| Ille-et-Vilaine (*) | Michel Maréchal      | 1994 | >1000 p. |
| Jura                | Henri Hours          | 1993 | 482 p.   |
| Meuse*              | Jacques Mourier      | 1996 | 308 p.   |
| Oise                | Marie-Josèphe Gut    | 1990 | 512 p.   |
| Seine-Maritime      | François Burckard    | 1990 | 794 p.   |

(*) : séries A à H ; Archives communales. 
(**) : le guide de la Meuse est très singulier par sa complète indépendance du cadre de classement, regroupant ses développements par thème, par exemple les « fonds religieux ».

### Années 2000-2010
- La Mémoire en poche, Archives départementales des Yvelines, Somogy, 2010.
- Guide des Archives départementales des Vosges, Conseil général des Vosges, 2011.

On assiste désormais à une mise en ligne des guides des archives départementales, à l'élaboration de moteurs de recherche utilisant les ressources informatiques des services d'archives départementales (inventaires utilisant des progiciels spécialisés) ainsi qu'à la mise en ligne d'archives .